# Bollenburg
Bollenburg  is een huis aan de Muurhuizen 19 in de historische binnenstad van Amersfoort en is bekend als het huis waar Johan van Oldenbarnevelt opgroeide.
Het is een zogenaamd muurhuis, een huis dat werd gebouwd op de plaats waar ooit de eerste stadsmuur stond. Het rijksmonument is een breed en ondiep huis met een verhoogde woonverdieping dat dateert uit de late middeleeuwen. Het heeft een hoog oprijzende gewitte gevel, voorzien van een hijsluik, een rechte daklijst, een hoog zadeldak, en een aanbouw aan de stadszijde. De middeleeuwse kapconstructie, balklagen met sleutelstukken, kaarsnissen,  religieuze muurschilderingen en het keldergewelf zijn behouden gebleven.  
In 1556 werd het pand gekocht door Johans vader Gerrit van Oldenbarnevelt. Omdat Gerrit wegens een gewelddelict moest vluchten uit Amersfoort verkocht hij het pand 19 jaar later aan de Broederschap van de Heilige Geest. Zij vestigden er het Stadslint- en Spinhuis. Hier werkten tot 1642 arme kinderen en wezen in ruil voor eten en onderwijs. Tussen 1684 en 1719 woonde er burgemeester Gerard Thiens. Het pand was ook een tijd een herberg. Sinds de 18de eeuw draagt het pand de naam Bollenburg. (Een van de poorten van Amersfoort heette de Bollenburg Poort.) In de Tweede Wereldoorlog heette het pand Huize Vulkaan en was er een onderduikruimte. Onderduikers hielpen in de drukkerij, die toen in het pand gevestigd was, met illegaal drukwerk en het vervalsen van persoonsbewijzen.

## Wetenswaardigheden
- In een muur van Bollenburg werden negen ingemetselde kinderschoenen uit het midden van de 17de eeuw gevonden.[5]